# Atagi Fuyuyasu
Atagi Fuyuyasu est un nom japonais traditionnel ; le nom de famille (ou le nom d'école), Atagi, précède donc le prénom (ou le nom d'artiste).
Atagi Fuyuyasu (安宅 冬康, né en 1528, mort le 17 juin 1564), troisième fils de Miyoshi Motonaga, frère de Miyoshi Nagayoshi, Miyoshi Yoshikata et Sogō Kazumasa, est un samouraï de l'époque Sengoku actif dans la région de Awaji. Il est aussi poète. Il a un fils appelé Atagi Nobuyasu.